# Désert médical
Un désert médical désigne une zone géographique où la population rencontre des difficultés pour accéder à des soins de santé. La densité en professionnels ou établissements du secteur de la santé, en particulier en médecins, est, rapportée à sa population et ses besoins, nettement plus faible que dans le reste du pays.
Ils sont corrélés avec un moindre dynamisme, notamment économique ou un vieillissement de la population et une difficulté de remplacement des professionnels cessant leur activité en dépit de leur charge de travail.